# Prudziszcze (Litwa)
Prudziszcze (lit. Prūdiškės) − wieś na Litwie, w rejonie wileńskim, 2 km na południe od Czarnego Boru, zamieszkana przez 439 ludzi.

## Historia
W dwudziestoleciu międzywojennym leżało w Polsce, w województwie wileńskim, w powiecie wileńsko-trockim, w gminie Rudomino.
Po II wojnie światowej w granicach Związku Sowieckiego. Od 1991 na niepodległej Litwie.